# Jüdischer Friedhof Diersburg

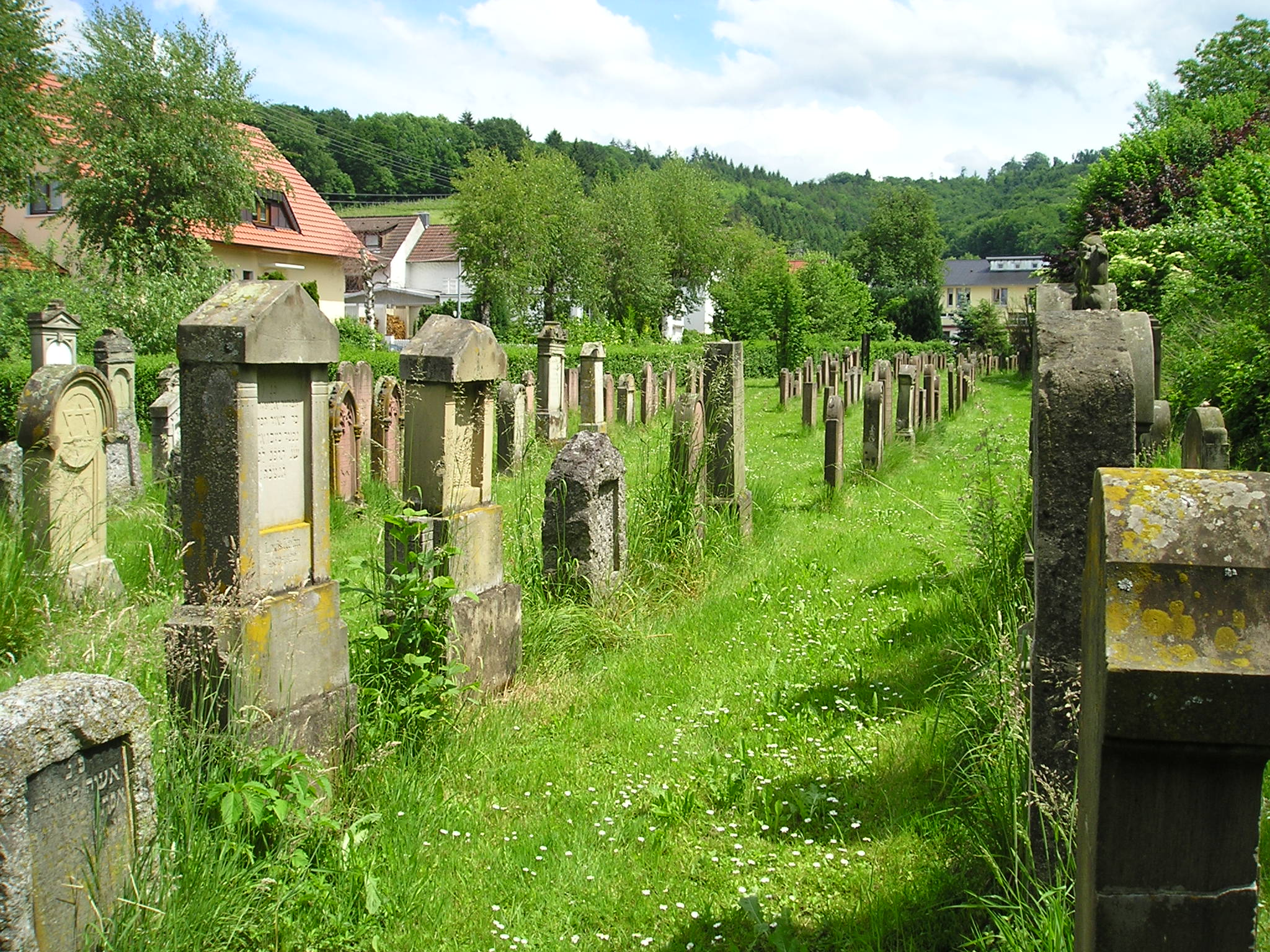
Jüdischer Friedhof in Diersburg

Der Jüdische Friedhof in Diersburg, einem Ortsteil der Gemeinde Hohberg im Ortenaukreis in Baden-Württemberg, wurde 1773 angelegt. Der jüdische Friedhof ist ein geschütztes Kulturdenkmal. 
Die Toten der jüdischen Gemeinde Diersburg wurden zunächst auf dem jüdischen Friedhof Schmieheim beigesetzt, zeitweise auch auf dem jüdischen Friedhof Offenburg. 1773 wurde ein eigener Friedhof errichtet, der an Bachstraße in der Flur Rebacker liegt. Der jüdische Friedhof hat eine Fläche von 13,49 Ar und heute sind noch 212 Grabsteine (Mazevot) vorhanden. Der älteste Grabstein ist von 1773, die letzte Bestattung fand 1936 statt.
Die Errichtung des Friedhofs wurde maßgeblich von Josef Bruchsal († 1773) vorangetrieben, auf dessen Grabstein in hebräischer Sprache steht: Seinem Volk hat er das Haus der Ewigkeit erbaut.